# San Tomaso Agordino
San Tomaso Agordino – miejscowość i gmina we Włoszech, w regionie Wenecja Euganejska, w prowincji Belluno.
Według danych na styczeń 2009 gminę zamieszkiwało 720 osób przy gęstości zaludnienia 47,6 os./1 km².

## Współpraca
- Massaranduba, Brazylia